# Hyperomyzus gansuensis
Hyperomyzus gansuensis är en insektsart. Hyperomyzus gansuensis ingår i släktet Hyperomyzus och familjen långrörsbladlöss. Inga underarter finns listade i Catalogue of Life.